# Phalaris brachystachys
Espèce
Phalaris brachystachys, l'alpiste à épi court, est une espèce de plantes monocotylédones de la famille des Poaceae (graminées), sous-famille des Pooideae, originaire du bassin méditerranéen.
Ce sont des plantes herbacées annuelles cespiteuse, aux tiges (chaumes) dressées ou géniculées ascendantes pouvant atteindre 90 cm de long et aux inflorescences en panicules spiciformes.
Cette espèce est une mauvaise herbe des cultures dans les régions méditerranéennes.
Noms vernaculairesalpiste à épi court, phalaride à épi court, phalaris à épi court.

## Description
Phalaris brachystachys est une plante herbacée plante annuelle, cespiteuse, aux tiges (chaumes) dressées ou géniculées ascendantes de 30 à 90 cm de long.
Les feuilles ont un limbe plat, allongé de 10 à 20 cm de long sur 2 à 8 mm de large, et à la jonction avec la gaine des auricules (oreillettes) et une ligule membraneuse. La feuille supérieure a une gaine enflée qui enveloppe l'inflorescence avant la floraison.

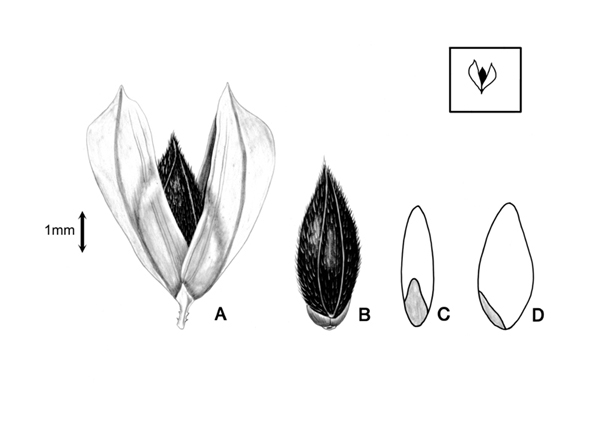
Disséminule de Phalaris brachystachys (A : épillet, B : fleuron, C : caryopse - vue dorsale, D : caryopse - vue latérale).

L'inflorescence est une panicule spiciforme compacte, ovale, courte, de 1,5 à 4 cm de long sur 0,8 à 1,8 cm de large.
Les épillets sont très serrés et se chevauchant. Les épillets fertiles, solitaires, pédicellés, comprennent trois fleurons : deux fleurons stériles à la base, réduits à deux lemmes, et un fleuron fertile, sans extension du rachillet.
Ils sont de forme obovale, fortement comprimés latéralement, et mesurent de 6,3 à 8,5 mm de long.
Les épillets stériles, de 4 à 6 mm de long, comptent trois fleurons stériles.
Les épillets se désarticulent à maturité sous chaque fleuron fertile.
Les deux glumes (inférieure et supérieure) qui sous-tendent les épillets sont similaires, de même taille, de forme elliptique et de consistance coriace, cartacée, persistantes, glabres ou pileuses en surface, à l'apex aigu, plus fines que la lemme adjacente, et dépassent en longueur l'apex des fleurons. Elles mesurent de 6,3 à 8,5 mm de long (environ 1,5 fois la longueur de la lemme adjacente) et présentent trois nervures et une carène ailée.
Les fleurons comptent trois anthères et un ovaire glabre,.
Le fruit est un caryopse au péricarpe adhérent, de 3,5 à 3,9 mm de long, qui présente un hile linéaire.

## Taxinomie
L'espèce Phalaris brachystachys a été décrite en premier par le botaniste allemand, Link, et publiée en 1806 dans son Neues Journal für die Botanik 1(3): 134. 1806. 

### Synonymes
Selon Catalogue of Life (9 avril 2018) :
- Phalaris brachystachys var. robusta Thell.
- Phalaris brachystachys var. typica Paunero
- Phalaris canariensis var. brachystachys (Link) B.Fedtsch.
- Phalaris canariensis subsp. brachystachys (Link) Posp.
- Phalaris nitida C.Presl
- Phalaris quadrivalvis Lag.
- Phalaris vivipara Paolucci

### Liste des variétés
Selon Tropicos (9 avril 2018) (Attention liste brute contenant possiblement des synonymes) :
- Phalaris brachystachys var. brachystachys
- Phalaris brachystachys var. robusta Thell.
- Phalaris brachystachys var. truncata (Guss. ex Bertol.) Paunero

## Résistance aux herbicides
Des populations de Phalaris brachystachys ont été signalées, généralement dans des cultures de blé d'hiver, comme résistantes à des herbicides depuis 2001 dans plusieurs pays méditerranéens (Italie, Turquie, Syrie) et en Iran. Il s'agissait le plus souvent de résistance au clodinafop-propargyl, au diclofop-méthyle, au fénoxaprop-P-éthyle, et à d'autres substances actives du groupe A (inhibiteurs de l'ACCase) de la classification HRAC des herbicides. En Turquie (2008), il s'agissait de résistance multiple impliquant outre le groupe A, également le pyroxsulame, herbicide du groupe B (inhibiteurs de l'ALS).